# Aron Flam
Aron Flam ([ˈɑ̌ːrɔn ˈflamː]), född 12 juni 1978 i Solna kommun, är en svensk komiker, skribent, manusförfattare och debattör. Han verkar även i viss mån som  konstnär och skådespelare. Sedan 2016 driver Flam den samhälls- och kulturorienterade podden Dekonstruktiv kritik.

## Bakgrund
Aron Flam är son till nationalekonomen Harry Flam och Eva Meyersohn.[källa behövs]

### Utbildning
Under gymnasietiden gick han på det samhällsvetenskapsprogrammet vid Enskilda gymnasiet i Stockholm. Efter gymnasiet avlade han magisterexamen i företagsekonomi vid Stockholms universitet och har en kandidatexamen i filmvetenskap vid samma universitet. Kandidatuppsatsen handlade om gestalten trickster, en gestalt som Flam har pratat om i poddavsnitt där han har medverkat. Flam har även studerat vid Poppius journalistskola.

## Arbetsliv

### Böcker och förlagsverksamhet

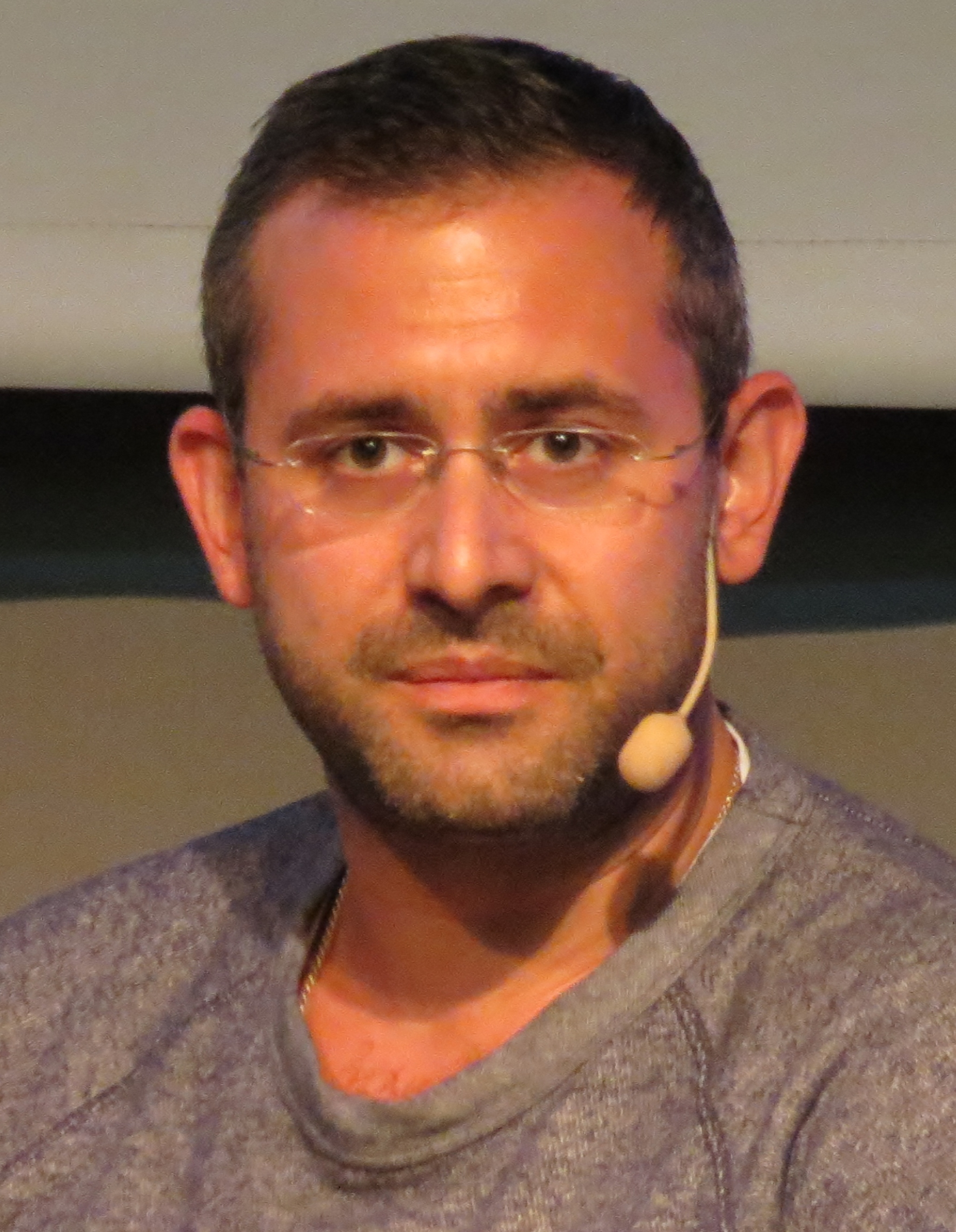
Aron Flam vid ett seminarium under Bokmässan 2012.

Tillsammans med Jonatan Unge skrev Flam boken Sista ordet: citat och fakta om döden som utkom 2006.
2012 var Flam redaktör för antologin Jag bombade som handlar om livet som ståuppkomiker.
I augusti 2019 släppte Flam boken Det här är en svensk tiger på det egna förlaget Samizdat Publishing i vilket han är delägare. Boken behandlar ämnet Sveriges, den svenska regeringens och Socialdemokratins agerande före, under och efter andra världskriget beträffande den svenska handeln med Nazityskland och tystnaden om detta efter kriget. Boken framställer uppfattningen att det skulle förekomma "mörkläggning" gällande Sveriges historiska relation med Tyskland. Boken hamnade under våren och sommaren 2020 i blåsväder med anledningen av omslaget till boken som är en parafras / parodi / satir / travesti på Bertil Almqvist klassiska illustration från krigstiden för SIS (Statens informationsstyrelse) föreställande en blå-gul tiger med det dubbelbottnade meningen En svensk tiger (jämför även med ordet plagiat.). Flams version av tigern bär armbindel med hakkors och reser högra tassen. Flam blev i juni 2020 åtalad för upphovsrättsbrott gällande omslaget. Beredskapsmuseet i Djuramossa äger upphovsrätten till den ursprungliga illustrationen. Den 11 juni beslagtog polis 2 282 exemplar av den tredje upplagan av boken direkt från Aron Flams lager som är förlaget Samizdat Publishing AB kontor i Bromma. Skadeståndet som Beredskapsmuseet yrkat på har höjts från ursprungligen 250 000 till 1,5 miljoner kronor, samt vite vid upprepad användning av den omarbetade versionen av omslaget. Patent- och marknadsdomstolen vid Stockholms tingsrätt beslutade den 5 augusti 2020 att beslaget ligger fast, men den högre instansen Patent- och marknadsöverdomstolen hävde beslaget den 13 augusti.
Namnet Samizdat Publishing anspelar på begreppet samizdat, underjordisk litteraturspridning i Sovjetunionen och i östblocket under det kommunistiska styret. Flam fick först avslag på namnet hos Bolagsverket då de menade att namnet "innehåller ord som kan väcka anstöt hos allmänheten", men efter en skrivelse av Flams delägare godkändes namnet. Förlaget säljer även böcker av Magnus Norell och Henrik Jönsson.
Den 12 oktober 2023 försattes Samizdat Publishing i konkurs med ett lager av varor i form av böcker, souvenier och merchandise till ett uppskattat värde av 3 miljoner kronor som lades ut till auktion.

### Ståuppkomik

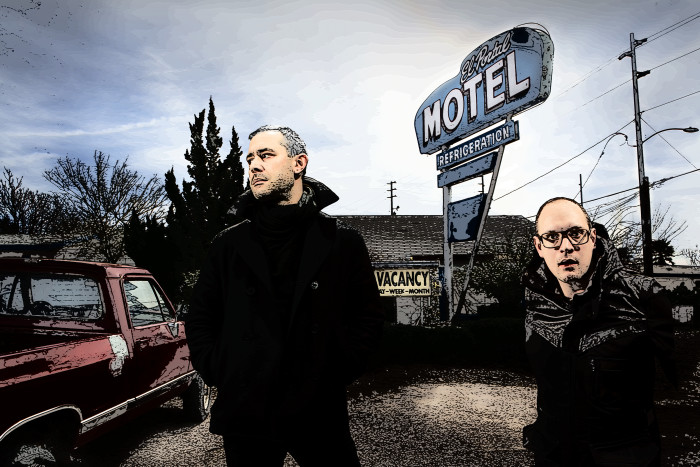
Aron Flam och Jonatan Unge inför standup-turnén med namnet Super Epic Mega Sweet Titans of Comedy (SEMST of Comedy), vilken de genomförde tillsammans med Ahmed Berhan och Branislav Pavlovic 2015.

Flam debuterade 2007 som ståuppkomiker i tävlingen Bungy Comedy, där han deltog tillsammans med Jonatan Unge. Flam vann tävlingen och året därpå, 2008, tilldelades han utmärkelsen "Årets Komikaze". Året efter blev han vinnare i kategorin "Årets Rookie" under Svenska Stand up-galan. Han har uppträtt på klubbar som bland annat Stockholm Comedy Klubb, Norra Brunn, och i TV-programmet RAW.
Våren 2015 var Flam på turné med namnet SEMST of Comedy (Super Epic Mega Sweet Titans of Comedy), tillsammans med Jonatan Unge, Branislav Pavlovic och Ahmed Berhan.
Flam har tidigare drivit ståupp-klubben Till slut kommer alla onekligen att skratta ("TSKAOS") tillsammans med komikerna Soran Ismail och Petter Bristav.
Flam har producerat och publicerat flera kortare specialer som "En svenskfientlig afton", "Kön", "Kejsaren är naken", och "Aron Flam på scen - The Bootleg". Flam har producerat specialer med andra komiker som Ahmed Berhan, Branislav Pavlovic, Jonatan Unge och Sandra Ilar.
Flam har beskrivits av Judisk Krönika som fräck, orädd, rolig, genomskådande, kunnig, knivskarp, provokativ och gravallvarlig. Han skämtar helst om vänsterns skenhelighet, feminismen, miljörörelsen, genusvetenskap och antisemitism. Han går särskilt hårt åt opportunism, åsiktskonformism, feghet och public service.

### Skådespelare
Flam har medverkat som skådespelare i långfilmen Katinkas kalas (2011) samt spelat döden i kortfilmen Indrivaren (2012).

### TV
Under 2005 deltog Flam i TV3-programmet Rivalerna som en av de 12 deltagarna. Han hoppade dock av direkt, eftersom han ansåg att programmet var en "inkompetent produktion."
Flam har gästat Vakna med The Voice och medverkat i tv-programmet Grillad.
Under våren 2010 medverkade han i Nyheter24:s humorprogram Någonting annat tillsammans med Soran Ismail. Programmet ledde till att Flam och Ismail rekryterades till medarbetarstaben för SVT:s satirprogram Elfte timmen som sändes inför Riksdagsvalet i Sverige 2010, ett program som i huvudsak fick negativ kritik. Kritikern Kjell Häglund skrev att det var "uppenbart att SVT och produktionsbolaget strypt deras kreativitet."
Flam var en av manusförfattarna i programmet Betnér Direkt som sändes 2012 på Kanal 5.
Hösten 2013 sändes den första säsongen av Flams egenproducerade satirprogram Folkets främsta företrädare på SVT Play, där Flam både skrev och medverkade framför kameran. Den tredje och sista säsongen sändes 2015.
2016 var Flam programledare för avsnittet "Världens fredligaste land" i Utbildningsradions reportageserie Nationen. I avsnittet undersöks den svenska neutraliteten.
2018 skev Flam tre avsnitt i en webbserie, Super Therapy, i vilken han även spelade rollen som psykolog.

### Poddradio

#### TSKNAS
I september 2010 startade Aron Flam podden Till slut kommer någon att skratta ("TSKNAS"), tillsammans med komikerna Soran Ismail och Petter Bristav. I januari 2012 avslutade han dock sin medverkan i podden på grund av utbrändhet, men återvände sedan i mars samma år. Podden var aktiv i drygt sju år och sände 368 avsnitt och över 20 extraavsnitt.

#### Dekonstruktiv kritik
I januari 2016 startade Aron Flam den egna podden Dekonstruktiv kritik och hade i början av januari 2024 givit ut 346 avsnitt. Den samhälls- och kulturorienterade podden berör ofta frågor som yttrandefrihet eller frågor om ämnen som är känsliga, kontroversiella eller tabu. Titeln är en ordlek med begreppen "konstruktiv kritik" och ordet "dekonstruera" som betyder att plocka isär. Poddens motto är "Your feelings are hurting my thoughts".
Avsnitten med gäster inleds ibland med en essämonolog av Flam följt av ett samtal med gästen oftast mellan 45 minuter och två timmar. Avsnitten är på svenska och/eller engelska, och den första frågan till nya gäster är ofta "Vem är du?".
Vissa program består uteslutande av en, då ofta längre, essämonolog. Två program har handlat om Flams erfarenheter att arbeta med programproduktion på Sveriges Television med programmen Elfte timmen inför svenska riksdagsvalet 2010 och Flams satirserie Folkets främsta företrädare (2013—2015). En monolog har handlat om metoo, en om Stiftelsen B A Danelii donationsfond, en monologserie i fyra delar 2022 om Kanye West, och en monolog "DDR-Sverige & Negativ frihet". Under 2018—2019 utgjorde flera avsnitt del av en följetong som kom att kallas Det här är en svensk tiger. Serien blev även en bok med samma namn. Inför Riksdagsvalet i Sverige 2018 intervjuades företrädare för fyra mindre partier.
- David Eberhard (olika ämnen, som boken Testosterone Rex)
- Alexander Bard (olika ämnen)
- Johan Westerholm (olika ämnen, som SOU 2017:70 Svenska kyrkan, Muslimska brödraskapet, slaveri, Stockholm Pride, repression)
- Malcom Kyeyune (olika ämnen, som vänsterpolitik i Sverige, våld, lastbilsprotesterna i Kanada (en))
- Henrik Jönsson (olika ämnen, som kommunikation, nödvändiga konflikter, frihet; Socialdemokraterna, Sverige och skuld)
- Henrik Sundström (olika ämnen, som juridisk rättvisa, svenska rättsstaten, EU)
- Brendan O'Neill (olika ämnen, som alt-left, klimat, Brexit, boken A Heretic's Manifesto)
- Mattias Svensson (olika ämnen, som boken Den stora statens återkomst, boken Vad vi kan lära av planekonomin, boken Så roligt ska vi inte ha det)
- Magnus Norell (olika ämnen, som Muslimska Brödraskapet, Islamiska staten, boken Kalifatets återkomst, boken En personlig resa, boken 1979 och arvet efter politisk Islam, Rysslands invasion av Ukraina 2022, Islam och Yttrandefrihet, Hamas och pogromer)
- Dave Rubin (olika ämnen som Rubin Report, politisk vänster)
- Bengt G Nilsson (olika ämnen, som boken Israel och hennes fiender, svenskt bistånd, Lundin Oil)
- Omar Makram (olika ämnen som ateism, postmodernism, GAPF, antisemitism & islam)
- Chang Frick (olika ämnen som energipolitik)
- Kai Rämö (olika ämnen som myndigheter, Rysslands invasion av Ukraina 2022)
- Jens Ganman (olika ämnen som public service, boken Älskade Public service)
- Maria Hind Alias (olika ämnen som hedersförtryck, Socialdemokraterna)
- Erik Petschler (olika ämnen som Narkotikapolitik i Sverige, Påskkravallerna i Sverige 2022)
- Olav Westphalen (olika ämnen som komedi, döden, civilisationens undergång)
- Lena Andersson (olika ämnen som liberalism, boken Koryféerna, intellektuell ohederlighet)
- Sameh Egyptson (olika ämnen som boken Holy White Lies, mm)
- Benjamin Teitelbaum (olika ämnen som traditionalism, War for Eternity, våldsglorifiering)
- Jens Ganman & Mustafa Panshiri (olika ämnen som boken Det lilla landet som kunde, ånger)
- Johan Lundberg (olika ämnen som boken Ljusets fiender, boken När postmodernismen kom till Sverige, Individualism och Kollektivism)
- Magnus Henrekson (olika ämnen som svenska skolan, boken Kunskapssynen och pedagogiken, ekonomi i samband med coronaviruspandemin, friskolereformen)
- Hanif Bali (olika ämnen som invandring och rasism, narkotikapolitik, Socialdemokraterna)
- Markus Allard (olika ämnen som krisberedskap, politik)
- Yoshi Obayashi (olika ämnen som narkotika och tidningen Illegal, Memphis)
- Jonathan Conricus (olika ämnen som informationskrig och politik, Hamas attack mot Israel i oktober 2023)
- Adam Cwejman (olika ämnen som humanism inom vänstern, antisemitism)
- Andrew Doyle (olika ämnen som Titania McGrath, puritanism & antisemitism)
- Ivar Arpi (olika ämnen som jämställdhet, akademisk frihet, boken Genusdoktrinen, antisemitism)[d]
- Rebecca Weidmo Uvell (opinionsbildning, skatt, boken Tyst!: om hoten mot yttrandefriheten)
- Fredrik Andersson (coronaviruspandemin, politisk korrekthet)
- Gad Saad (antisemitism, boken The Parasitic Mind)
- Anna-Karin Wyndhamn (boken Genusdoktrinen, kritiskt tänkande vs värdegrunden)
- Magnus Linton (boken Knark – en svensk historia)
- Martin Wallström
- Petra Mede (humor och filosofi)
- Makode Linde ("konst, komik och knark")
- Sandra Ilar (lyssnarfrågor till Flam)
- David Nutt (psykedelika)
- Jordi Riba (psykedelika)
- Mustafa Panshiri (kulturskillnader, identitet)
- "Arg Blatte" (nationalism, invandring och socialism)
- Jonatan Spang (humor)
- Cassie Jaye (dokumentären The Red Pill)
- Peter Sjöstedt-H (Nietzsche och transcendens)
- Tomas Palenicek (psykedelika)
- Eric Rosén från Politism (socialism)
- Jonathan Lundqvist (Google's Ideological Echo Chamber, Google-memot)
- Amir Sariaslan (brottslighet: arv eller miljö)
- Christina Hoff Sommers (feminism)
- Harald Eia  (tv-serien Hjernevask)
- Per Brinkemo (boken Mellan klan och stat)
- Ann Heberlein (boken Den banala godheten)
- Charles Grob (narkotika)
- Christer Sturmark (tro och vetande)
- Jan Macvarish (metoo)
- Charlotta Stern (gender scientists)
- Stefan Krakowski (terrorism)
- Företrädare för Inte rasist, men... (diskussion om rasism)[e]
- Jörgen Huitfeldt (objektivitet, public service)
- Katerina Janouch (Sverigebilden)
- Joanna Williams (boken Women vs Feminism)
- Armann Hreinsson (rap)
- Aje Carlbom (Muslimska brödraskapet i Sverige)
- Richard Gardt & Göran Uhlin (dokumentären A Swedish Elephant)
- Erik Svansbo (Klassiskt liberala partiet)
- Jan-Erik Malmquist (Piratpartiet)
- Ilan Sadé (Medborgerlig samling)
- Ulf Boström (Demokraterna)
- James W Jesso
- Henrik Ahlin (Ayahuasca)
- Annika Hernroth Rothstein (Venezuela)
- Mattias Bjärnemalm (EU och yttrandefrihet)
- Navid Modiri (samtalets begränsningar och yttrandefrihet)
- Kajsa Norman (boken En alldeles svensk historia)
- Mikael Willgert (Swebbtv, YouTube)
- Rasmus Dahlstedt (kultur)
- Jannik Svensson (public service på Åland)
- Bo Persson (dokumentären Watching the Moon at Night)
- Jaana Fomin (Metoo)
- Tobias Petersson (UNRWA)
- Jason Rouse (humor)
- Thaddeus Russell (historia)
- Jonatan Unge (humor och allvar)
- Michael Soussan (boken Backstabbing for Beginners, FN och korruption, Olja mot mat-programmet)
- Kai Rämö (coronaviruspandemin och försiktighetsprincipen)
- Anosh Ghasri (den offentliga debatten)
- Johan Grant (maskulinitet)
- Jonathan Lundqvist (Section 230 i CDA)
- Lars Vilks (konst, yttrandefrihet och terror)
- Erik Hörstadius (dokumentärfilmen En svensk tiger)
- Göran Adamson (woke, masochism och nationalism)
- Lorentz Tovatt (miljöpolitik)
- Jens Liljestrand (USA, Joe Biden och wokeism)
- Flemming Rose (boken The Tyranny of Silence)
- David Lindén (boken Stockholms blodbad och relationen Sverige-Danmark)
- Ashkan Fardost (populism)
- Nima Dervish (offentlig debatt)
- Rickard Axdorff (Stad och landsbygd)
- Konstantin Kisin och Francis Foster (TRIGGERnometry)
- Bilan Osman (antirasism)
- Johan Romin (SVT)
- Albin Olsson (humor)
- Ola Wong (grupptänk, Sverige och Kina)
- Johan Sundeen (Svenska kyrkan och Israel)
- Per Lindgren (God ton, UFO)
- Mattias Lindberg (Osaklighet)
- Kristoffer Svensson (Seinfeld)
- Jan Emanuel Johansson (Socialdemokraterna)
- Einar Askestad (logos)
- Nils Funcke (grundlagar, tryck- och yttrandefrihet, rättsstaten)
- Hravn Forsne (svensk borgerlighet)
- Simon Svensson (samtiden, humorns villkor)
- James A. Lindsay (grievance studies affair)
- Konstantin Kisin (Ryssland)
- Henrik Johansson från Haveristerna (granskningen av Det här är en svensk tiger)[f]
- Adam Danieli (Socialdemokraterna, rapporten "Enpartistaten"[34], rapporten "Kommandohöjderna"[35])
- Sargon De Basso (rättssäkerhet)
- Karin Svanborg-Sjövall
- Edgar Modin (statstjänstemannarätt, tjänstemannaansvar och Transportstyrelsens IT-upphandling)
- Yonael Simon (om Värdegrund och svenska skolan)
- Thanos Fotas
- Josefin Utas (Slöseriombudsmannen)
- Paolo Roberto (katolicism)
- Bianca Meyer (konst, skönhet och Jungs modersarketyp)
- Sten Widmalm (cancelkultur)
- Jojje Olsson (Kina)
- Iggy Gullstrand (artificiell intelligens)
- Ari Shaffir
- Lena Malmberg (demokrati)
- Jerker Vinterstare (binärt kön)
- Negar Josephi (Iran, Israel, Elon Musk)
- Henrik "HAX" Alexandersson (frihet, chat control)
- Charlie Weimers (islamism, Europa)

Dekonstruktiv kritik bedömdes i augusti 2017 av Resumé vara en av de finansiellt mest framgångsrika poddarna.

#### Smultronstället
Under 2017 drev Flam, tillsammans med komikern Sandra Ilar, podden Smultronstället där de en gång i veckan bland annat diskuterade dagsaktuella händelser och politik. Ilars vän Martin Bucht tog senare över efter Flam som Ilars medvärd och Flam deltog därefter ibland som gäst.

#### The Aryan and The Jew
I augusti till november 2018 drev Flam, tillsammans med Alexander Bard, podden The Aryan and The Jew med fokus på filosofi i 11 avsnitt.

#### SEMST
I augusti 2018 till april 2019 drev Flam en turnépodd tillsammans med Ahmed Berhan, Branne Pavlovic och Jonatan Unge.

#### Gäst
Flam har varit gäst i Simon Gärdenfors podd Arkiv Samtal, Sandra Ilars podd Ilar, samt i poddarna Statsminister för en dag, En bra ursäkt att träffas, Freakshow, LoungePodden, Sista måltiden, TP-Podden, Studentafton, Gott snack, Rubickskuba, Toppmöte, Gröning Krakowski, The G Show, Kunskap bit för bit, Tala ur skägget, Öppet hjärta, Vem är du?, med flera.

### Radio
Flam var en av manusförfattarna till satirserien Mänskliga nyheter, en satir-sitcom i 13 avsnitt som sändes på Sveriges Radio P1 i programmet Godmorgon, världen! som ersättning för Public Service sommaren 2015 och som framfördes av Radioteatern.
Flam deltog i programmet Humorhimlen 2011–2012. Han skrev 50 krönikor om dumhet som han framförde i Morgonpasset i P3 sommaren 2011 och som han senare berättade om på scen.
Han medverkade när Alexander Bard var värd i Sommar i P1 2016 där de talade om Gilles Deleuzes idé om dividen (den delbara människan).

### Arbete för Alexandra Pascalidou
I ett avsnitt av Dekonstruktiv kritik berättade Flam att han tidigare har arbetat för Alexandra Pascalidou som hennes researcher/textunderlagsförfattare (enligt Flam själv en förskönande omskrivning av spökskrivare) med start 2004. Kjell Häglund på Dagens Media skrev om det i december 2005. Pascalidou replikerade att hon alltid skrivit sina egna krönikor, artiklar och manus och anklagade Häglund för sexistiska, rasistiska påhopp. Häglund svarade att det inte uteslöt att hon ibland hade använt spökskribenter, att han ångrade att han försatt den påstådda spökskrivaren (Flam) i en besvärlig situation och att denne "inte från början medverkat aktivt i detta och inte sanktionerat det här".

## Debattör
Som debattör har Flam bland annat debatterat, diskuterat eller belyst svensk narkotikapolitik, genusfrågor och feminism, antisemitism samt Israel–Palestina-konflikten.
Flam har i flera forum som Publicistklubben, DGS TV och sin egen podd Dekonstruktiv kritik kritiserat Sveriges Television för att vara partisk men även det principiella i statligt ägd media.
I en debatt på Publicistklubben sade Flam att det under arbetet med satirprogrammet Folkets främsta företrädare var svårt att få igenom skämt om vänstern, miljöpartiet eller public service själva, medan skämt om högern och liberaler gick bra.
Politiskt beskriver sig Flam som mitten på en vänster-höger-skala men högt upp på den frihetliga skalan.

## Övrigt
Sista veckan 2016 var Flam kurator för twitterkontot @sweden.
I en serie videor på YouTube under namnet Boomers reagerar har Flam tillsammans med David Eberhard kommenterat program på SVT som Från savannen till Tinder och Gina Dirawi Lever och dör.

## Återkommande teman
Flam använder ibland hjältemyten eller trickstern som tema eller verktyg i sitt arbete, ett arbete Flam säger handlar om att belysa "kulturspecifika tabun". Ibland använder han sitt judiska ursprung och även om han betraktar sig som ateist menar han att han i sitt yrke verkar i den judiska Talmudtraditionen av att ifrågasätta, diskutera, analysera och argumentera.

### Anmärkningslista
1. ↑  Namnet Dekonstruktiv kritk är en ordvits i betydelsen att Flam bedrev dekonstruktiv kritk mot dekonstruktion och anspelade på frasen "konstruktiv kritik".[31]
2. ↑  20 avsnitt var del av Dekonstruktiv kritiks julkalender 2024 med korta repriser. Minst 7 av poddens avsnitt är återpubliceringar av tidigare utgivna avsnitt.
3. ↑  Serien kallades först "En svensk tiger", men efter påtryckningar från advokater som representerade Beredskapsmuseet som äger rättigheterna till bilden En svensk tiger tvingades serien att byta namn. Det nya namnet blev "Det här är en svensk tiger".
4. ↑  Ett av avsnitten med Ivar Arpi var en samproduktion med Arpis podd Rak höger med Ivar Arpi
5. ↑  Avsnittet med företrädarna för Inte rasist, men... spelades in i IRM-podds studio och publicerades samtidigt i Dekonstruktiv kritik och i IRM-podd.
6. ↑  Avsnittet med Henrik Johansson från Haveristerna spelades in hos Flam och publicerades samtidigt i Dekonstruktiv kritik och i Haveristerna. Inkomsterna från båda publiceringarna gick till Ukraina.